# Sophie de Bavière (1935)
Ne doit pas être confondu avec Sophie de Bavière (1376-1428) ou Sophie de Bavière.
Sophie Marie Therese, princesse de Bavière, née le 20 juin 1935 à Starnberg, est un membre de la famille Wittelsbach, devenue par mariage, en 1955, princesse d'Arenberg.

## Biographie

### Famille
La princesse Sophie, née en 1935 à Starnberg, est la cinquième fille et le dernier enfant du prince héritier Rupprecht de Bavière et de sa seconde épouse la princesse Antonia de Luxembourg,. 
Sophie de Bavière a un frère aîné : Heinrich (1922-1958) et quatre sœurs aînées : Irmingard (1923-2010), Editha (1924-2013), Hilda (1926-2002) et Gabriele (1927-2019). Elle a également un autre frère aîné, Albert de Bavière (1905-1996), seul enfant survivant, issu de la première union de son père avec Marie Gabrielle en Bavière.

### Enfance
À la suite de l'élection d'Adolf Hitler, les membres de la famille Wittelsbach ont commencé à souffrir de la persécution par les nazis. Dès le début du 3e Reich, le palais des Wittelsbach à Munich leur est confisqué et sert à partir d'octobre 1933 de siège munichois de la Gestapo, puis à partir de 1934-1935, de prison de la Gestapo. Le château de Leutstetten, résidence d'été de la famille, leur est également confisqué.
À partir de 1936, Irmingard et sa sœur Editha sont envoyées au pensionnat du couvent du Sacré-cœur en Angleterre à Roehampton. L'année suivante, ses sœurs Hilda et Gabriele les rejoignent. Son frère Heinrich est également venu en Angleterre en 1938 et a étudié à l'Université d'Oxford. 

### Exil

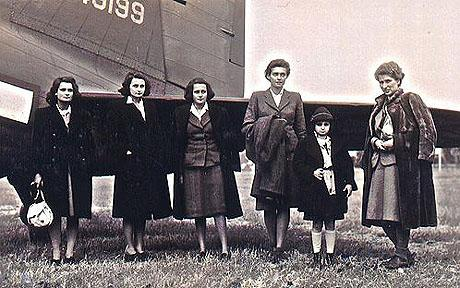
Editha, Hilda, Gabriele, Irmingard et Sophie de Bavière avec Paula von Bellegarde en mai 1945 à Augsbourg.

Durant une partie de la Seconde Guerre mondiale, à l'invitation du roi d'Italie Vittorio Emanuele elle vécut en exil en Italie. Le roi avait envoyé sa voiture à Munich afin de permettre à sa famille de quitter le pays. Coupée de ses biens en Allemagne, sa famille vécut grâce au soutien des amis et parents. Son père Rupprecht réussit à se cacher des nazis à Florence où il a travaillé dans un appartement du Palazzo Pecori-Giraldi. En 1944, Sophie et ses sœurs trouvent refuge au grand-duché de Luxembourg où règne leur tante maternelle, la grande-duchesse Charlotte.

### Mariage et descendance
Le 18 janvier 1955, Sophie de Bavière épouse au château royal de Berchtesgaden, puis religieusement deux jours plus tard, au même lieu, Jean-Engelbert d'Arenberg (La Haye 14 juillet 1921- Lausanne 15 août 2011), 12e duc d'Arenberg en 1992, fils d'Evrard d'Arenberg et de Anne-Louise de Merode. 
Ils deviennent parents de cinq enfants, portant tous le titre de prince(sse) et duc(hesse) d'Arenberg :
1. Léopold d'Arenberg, né à Tervuren le 20 février 1956, 13e duc d'Arenberg (2011), épouse en 1995 Isabel-Juliana comtesse zu Stolberg-Stolberg, née en 1963, dont trois enfants ;
2. Charles-Louis d'Arenberg, né à Tervuren le 13 mars 1957, épouse en 1988 Fiametta Frescobaldi, née en 1959, dont deux enfants ;
3. Marie-Gabrielle d'Arenberg, née à Tervuren le 2 juin 1958, épouse en 1984 Gilles Morel de Boncourt, né en 1955, dont quatre enfants ;
4. Henri d'Arenberg, né à Tervuren le 20 mai 1961, épouse en 2001 Marie Thérèse de Spoelberch, née en 1972, dont deux enfants ;
5. Étienne d'Arenberg, né à Uccle, Bruxelles, le 11 décembre 1967, épouse en 1994 Adrienne Keller, née en 1970, dont deux filles.

Le 22 octobre 1963, Sophie de Bavière devient la marraine du prince Laurent de Belgique.

### Veuvage
Veuve depuis le 15 août 2011, Sophie de Bavière est, en 2022, grand-mère de treize petits-enfants, et arrière-grand-mère de quatre arrière-petits-enfants. Elle réside à Lausanne.

## Honneurs
Sophie de Bavière est :
- Dame d'honneur de l'ordre de Thérèse (Royaume de Bavière) ;
- Dame de l'ordre de Sainte-Élisabeth (Royaume de Bavière) ;
- Dame d'honneur et de dévotion de l'ordre souverain de Malte.

## Ascendance de Sophie de Bavière
|  |                                               |  |  |  |  |  |  |  |  |  |  |  |  |
|  | 8. Luitpold de Bavière                        |  |  |  |  |  |  |  |  |  |  |  |  |
|  |                                               |  |  |  |  |  |  |  |  |  |  |  |  |
|  |                                               |  |  |  |  |  |  |  |  |  |  |  |  |
|  | 4. Louis III de Bavière                       |  |  |  |  |  |  |  |  |  |  |  |  |
|  |                                               |  |  |  |  |  |  |  |  |  |  |  |  |
|  |                                               |  |  |  |  |  |  |  |  |  |  |  |  |
|  | 9. Auguste-Ferdinande de Habsbourg-Toscane    |  |  |  |  |  |  |  |  |  |  |  |  |
|  |                                               |  |  |  |  |  |  |  |  |  |  |  |  |
|  |                                               |  |  |  |  |  |  |  |  |  |  |  |  |
|  | 2. Rupprecht de Bavière                       |  |  |  |  |  |  |  |  |  |  |  |  |
|  |                                               |  |  |  |  |  |  |  |  |  |  |  |  |
|  |                                               |  |  |  |  |  |  |  |  |  |  |  |  |
|  | 10. Ferdinand Charles Victor d'Autriche-Este  |  |  |  |  |  |  |  |  |  |  |  |  |
|  |                                               |  |  |  |  |  |  |  |  |  |  |  |  |
|  |                                               |  |  |  |  |  |  |  |  |  |  |  |  |
|  | 5. Marie-Thérèse de Modène                    |  |  |  |  |  |  |  |  |  |  |  |  |
|  |                                               |  |  |  |  |  |  |  |  |  |  |  |  |
|  |                                               |  |  |  |  |  |  |  |  |  |  |  |  |
|  | 11. Élisabeth de Habsbourg-Hongrie            |  |  |  |  |  |  |  |  |  |  |  |  |
|  |                                               |  |  |  |  |  |  |  |  |  |  |  |  |
|  |                                               |  |  |  |  |  |  |  |  |  |  |  |  |
|  | 1. Sophie de Bavière                          |  |  |  |  |  |  |  |  |  |  |  |  |
|  |                                               |  |  |  |  |  |  |  |  |  |  |  |  |
|  |                                               |  |  |  |  |  |  |  |  |  |  |  |  |
|  | 12. Adolphe de Luxembourg                     |  |  |  |  |  |  |  |  |  |  |  |  |
|  |                                               |  |  |  |  |  |  |  |  |  |  |  |  |
|  |                                               |  |  |  |  |  |  |  |  |  |  |  |  |
|  | 6. Guillaume IV de Luxembourg                 |  |  |  |  |  |  |  |  |  |  |  |  |
|  |                                               |  |  |  |  |  |  |  |  |  |  |  |  |
|  |                                               |  |  |  |  |  |  |  |  |  |  |  |  |
|  | 13. Adélaïde d'Anhalt-Dessau                  |  |  |  |  |  |  |  |  |  |  |  |  |
|  |                                               |  |  |  |  |  |  |  |  |  |  |  |  |
|  |                                               |  |  |  |  |  |  |  |  |  |  |  |  |
|  | 3. Antonia de Luxembourg                      |  |  |  |  |  |  |  |  |  |  |  |  |
|  |                                               |  |  |  |  |  |  |  |  |  |  |  |  |
|  |                                               |  |  |  |  |  |  |  |  |  |  |  |  |
|  | 14. Michel Ier de Portugal                    |  |  |  |  |  |  |  |  |  |  |  |  |
|  |                                               |  |  |  |  |  |  |  |  |  |  |  |  |
|  |                                               |  |  |  |  |  |  |  |  |  |  |  |  |
|  | 7. Marie-Anne de Portugal                     |  |  |  |  |  |  |  |  |  |  |  |  |
|  |                                               |  |  |  |  |  |  |  |  |  |  |  |  |
|  |                                               |  |  |  |  |  |  |  |  |  |  |  |  |
|  | 15. Adélaïde de Löwenstein-Wertheim-Rosenberg |  |  |  |  |  |  |  |  |  |  |  |  |
|  |                                               |  |  |  |  |  |  |  |  |  |  |  |  |
|  |                                               |  |  |  |  |  |  |  |  |  |  |  |  |